# سینتیا کنیون
سینتیا جین کنیون (انگلیسی: Cynthia Kenyon؛ زادهٔ ۲۱ فوریهٔ ۱۹۵۴) زیست‌شناس مولکولی و زیست‌پیریشناس آمریکایی است که به دلیل تحقیقات ژنتیکی بر روی پیری در کرم الگانس به عنوان یک مدل آزمایشگاهی شناخته شده است. او در حال حاضر معاون تحقیقات پیری در آزمایشگاه‌های تحقیقاتی کالیکو و استاد بازنشسته بیوشیمی و بیوفیزیک در دانشگاه کالیفرنیا، سانفرانسیسکو (UCSF) است. از دستاوردهای او می‌توان به کشف تأثیر ژن Hox در شکل‌دهی به اندام مگس میوه اشاره کرد.

## تحصیلات و فعالیت‌های علمی
کنیون در سال ۱۹۷۶ با رتبه ممتاز در رشته شیمی و بیوشیمی از دانشگاه جورجیا فارغ‌التحصیل شد. او در سال ۱۹۸۱ مدرک دکترای خود را از مؤسسه فناوری ماساچوست دریافت کرد، جایی که در آزمایشگاه گراهام واکر به مطالعه ژن‌ها بر اساس پروفایل فعالیت‌شان پرداخت و کشف کرد که عوامل آسیب‌زننده به DNA باعث فعال شدن مجموعه‌ای از ژن‌های ترمیم DNA در اشریشیا کلی می‌شوند. او سپس دوره فوق دکترا را با سیدنی برنر، برنده جایزه نوبل، در آزمایشگاه زیست‌شناسی مولکولی MRC در کمبریج انگلستان گذراند و بر روی تکامل ر مطالعه کرد.
از سال ۱۹۸۶ در دانشگاه کالیفرنیا، سانفرانسیسکو مشغول به کار بوده است، جایی که ابتدا به عنوان استاد ممتاز هربرت بویر در بیوشیمی و بیوفیزیک و سپس به عنوان استاد انجمن سرطان آمریکا فعالیت کرده است. در سال ۱۹۹۹، او به همراه لئونارد گوارنته شرکت داروسازی الیگزیر را تأسیس کرد تا به کشف و توسعه داروهایی بپردازد که روند پیری را کند می‌کنند.

## فعالیت‌های اخیر
در آوریل ۲۰۱۴، کنیون به عنوان معاون تحقیقات پیری در کالیکو، یک شرکت جدید که بر سلامت، رفاه و طول عمر تمرکز دارد، منصوب شد. پیش از آن، از نوامبر ۲۰۱۳ به عنوان مشاور نیمه وقت فعالیت می‌کرد. کنیون همچنان به عنوان استاد بازنشسته با دانشگاه کالیفرنیا، سانفرانسیسکو در ارتباط است.

## دستاوردهای علمی
کارهای اولیه او منجر به کشف این موضوع شد که ژن‌های Hox که برای الگودهی به بخش‌های بدن مگس میوه شناخته شده بودند، در الگودهی بدن سی الگانس نیز نقش دارند. این یافته‌ها نشان داد که ژن‌های Hox صرفاً در تقسیم‌بندی نقش ندارند، بلکه بخشی از یک سیستم الگودهی بسیار قدیمی‌تر و اساسی‌تر در جانوران هستند.
مایکل کلاس کشف کرده بود که طول عمر سی الگانس می‌تواند با جهش‌ها تغییر کند، اما او معتقد بود که این اثر ناشی از کاهش مصرف غذا (محدودیت کالری) است. بعدها توماس جانسون نشان داد که اثر افزایش ۶۵ درصدی طول عمر ناشی از خود جهش است و نه محدودیت کالری. در سال ۱۹۹۳، کشف کنیون که یک جهش تک ژنی (Daf-2) می‌تواند طول عمر سی الگانس را دو برابر کند و این اثر با جهش دوم در daf-16m معکوس می‌شود، باعث مطالعات فشرده در زمینه زیست‌شناسی مولکولی پیری شد، از جمله کارهای لئونارد گوارنته و دیوید سینکلر. یافته‌های کنیون منجر به کشف این موضوع شد که یک سیستم سیگنالینگ هورمونی که از نظر تکاملی حفظ شده است، بر پیری در سایر موجودات، از جمله احتمالاً پستانداران نیز تأثیر می‌گذارد.

## رژیم غذایی
تحقیقات کنیون او را به ایجاد تغییرات شخصی در رژیم غذایی ترغیب کرد. در سال ۲۰۰۰، زمانی که او متوجه شد که قرار دادن شکر روی غذای کرم‌ها طول عمر آنها را کوتاه می‌کند، مصرف کربوهیدرات‌های با شاخص گلیسمی بالا را متوقف کرد و شروع به خوردن یک رژیم غذایی کم کربوهیدرات کرد. او به مدت دو روز رژیم غذایی محدودکننده کالری را آزمایش کرد، اما نتوانست گرسنگی مداوم را تحمل کند.